# Callionymus spiniceps
Callionymus spiniceps är en fiskart som beskrevs av Regan, 1908. Callionymus spiniceps ingår i släktet Callionymus och familjen sjökocksfiskar. Inga underarter finns listade.